# Killetra
Killetra (ga: Coill Íochtarach, «lower wood»)? é um distrito irlandês antigo no que é hoje o sul do Condado de Londonderry, Irlanda do Norte. O distrito, juntamente com os antigos distritos de Clandonnell, Glenconkeyne, e Tomlagh, compunham o ex-baronato de Loughinsholin, que ia desde a cidade de Magherafelt até o rio Ballinderry. 
Como resultado da densa floresta que cobria Killetra e Glenconkeyne, ambos formavam a parte mais inacessível do Ulster.